# Golden League FIF 2011
La Golden League FIF 2011 è la 3ª edizione del campionato di football americano organizzato dalla Federazione Italiana Football. Il torneo è iniziato il 5 marzo 2011 e terminerà con la disputa del XXXI Superbowl italiano.

## Stagione regolare

### 1ª giornata
| Grugliasco 5 marzo 2011, ore 21:00 | Blacks Rivoli | 20 – 13 (6-0 8-7 0-0 6-6) | Rams Milano | Stadio CUS Torino |

| Villaggio Sereno 6 marzo 2011, ore 15:00 | Bengals Brescia | 6 – 0 (0-0 0-0 0-0 6-0) | Bobcats Parma | Centro Sportivo Chico Nova |

### 2ª giornata
| Villaggio Sereno 13 marzo 2011, ore 15:00 | Bengals Brescia | 16 – 13 (0-0 7-0 0-7 9-6) | Blacks Rivoli | Centro Sportivo Chico Nova |

| Baganzola 13 marzo 2011, ore 15:00 | Bobcats Parma | 26 – 0 (7-0 7-0 6-0 6-0) | Rams Milano | Centro Sportivo F.lli Mordaci |

### 3ª giornata
| Milano 3 aprile 2011, ore 15:00 | Rams Milano | 6 – 46 (0-13 0-13 0-7 6-13) | Bengals Brescia | Centro Sportivo Saini |

| Baganzola 3 aprile 2011, ore 18:00 | Bobcats Parma | 12 – 28 (6-14 6-0 0-7 0-7) | Blacks Rivoli | Centro Sportivo F.lli Mordaci |

### 4ª giornata
| Baganzola 10 aprile 2011, ore 15:00 | Bobcats Parma | 8 – 13 | Bengals Brescia | Centro Sportivo F.lli Mordaci |

| Milano 10 aprile 2011, ore 15:00 | Rams Milano | 6 – 21 (0-7 6-6 0-0 6-8) | Blacks Rivoli | Centro Sportivo Saini |

### 5ª giornata
| Grugliasco 16 aprile 2011, ore 21:00 | Blacks Rivoli | 6 – 14 (0-0 0-7 0-7 6-0) | Bengals Brescia | Stadio CUS Torino |

| Milano 17 aprile 2011, ore 15:00 | Rams Milano | 7 – 36 | Bobcats Parma | Centro Sportivo Saini |

### 6ª giornata
| Grugliasco 7 maggio 2011, ore 21:00 | Blacks Rivoli | 14 – 26 (6-0 0-0 8-14 0-6) | Bobcats Parma | Stadio CUS Torino |

| Villaggio Sereno 8 maggio 2011, ore 15:00 | Bengals Brescia | 32 – 0 (13-0 6-0 6-0 7-0) | Rams Milano | Centro Sportivo Chico Nova |

### Classifica
- PCT = percentuale di vittorie, G = partite giocate, V = partite vinte, P = partite perse, PF = punti fatti, PS = punti subiti
- La qualificazione al Super Bowl Italiano è indicata in verde

| Pos. | Squadra         | PCT  | G | V | P | PF  | PS  |
| ---- | --------------- | ---- | - | - | - | --- | --- |
| 1    | Bengals Brescia | 1000 | 6 | 6 | 0 | 127 | 33  |
| 2    | Blacks Rivoli   | 500  | 6 | 3 | 3 | 102 | 87  |
| 3    | Bobcats Parma   | 500  | 6 | 3 | 3 | 108 | 68  |
| 4    | Rams Milano     | 0    | 6 | 0 | 6 | 32  | 181 |

## XXXI Superbowl
La partita finale, chiamata XXXI Superbowl Italiano si è disputata il 22 maggio 2011.
- Bengals Brescia campioni d'Italia FIF 2011.